# Jules Bufquin des Essarts
Jules Charles Louis Bufquin des Essarts (Charleroi, 22 januari 1849 - La Rochelle, 11 september 1914) was een Belgisch journalist en senator.

## Levensloop
Bufquin was de zoon van Franse ouders die vanwege hun republikeinse overtuigingen het land onder de Julimonarchie hadden verlaten. Zijn vader Louis-Xavier Bufquin des Essarts stichtte een drukkerij en publiceerde Le Journal de Charleroi. Jules Bufquin studeerde achtereenvolgens aan het gemeentelijk college van Charleroi, in de Noord-Franse stad Charleville en aan het Collège de France in Parijs. Op zijn achttiende werd hij secretaris van romanschrijver Arsène Houssaye, beheerder van de Comédie-Française en directeur van het Théâtre Lyrique. 
In 1870 keerde hij terug naar België om zijn oud wordende vader te ondersteunen in het beheer van Le Journal de Charleroi. Ook toonde hij interesse in arbeiderskwesties en bracht hij in de krant verslag uit van meetings van de Internationale Arbeidersassociatie in Charleroi. Als redacteur van deze krant stelde hij zich kritisch op tegenover de in Charleroi sterk staande Liberale Partij, die volgens hem weinig van haar in 1846 vastgelegde programma had gerealiseerd, en sprak hij zijn steun uit voor onafhankelijke liberale of zelfs katholieke kandidaten. Zo kwam het dat bij de verkiezingen van 1874 de katholieke kandidaat Adolphe Drion du Chapois verkozen raakte, tot grote verbijstering van zijn vader, die daarop zijn zoon ontsloeg. Jules Bufquin bood vervolgens zijn diensten aan aan het zeer conservatieve blad La Revue Industrielle, maar zonder succes. Bufquin had namelijk heel wat kennis over economische en industriële kwesties, dankzij een commercieel agentschap voor stoomketels en andere moderne machines dat hij in 1873 had opgericht. In januari 1876 stichtte Bufquin dan maar zijn eigen weekblad, Le Moniteur industriel de Charleroi, een onafhankelijk blad dat wilde berichten over alle industrieën die de streek rond Charleroi rijk was en zou uitgroeien tot het orgaan van de metaalindustrie in de streek. Een jaar later werd hij gedelegeerde bij de Algemene Raad van de Kamer van Koophandel en Industrie in Charleroi en in april 1879 werd hij eveneens secretaris van de Vereniging van Metaalondernemers in de stad.
Vanaf 1882 was hij de voorzitter van de vrijzinnige vereniging L'Émancipation in Charleroi en van de Fédération rationaliste de Charleroi (1883), terwijl hij ook de Temple de la Science stichtte (1893). Hij was tevens lid van de vrijmetselaarsloge La Charité.
Na de verzoening met zijn vader werd Jules Bufquin in januari 1878 hoofdredacteur van Le Journal de Charleroi en na het overlijden van zijn vader in januari 1880 nam hij eveneens de directie van de krant voor zijn rekening. Hij gaf de krant een meer uitgesproken progressistische kleur, die gaandeweg naar het socialisme overhelde. De harde repressie van de stakingen van 1886, waarbij heel wat doden vielen, schokte hem danig en voortaan besloot hij zijn krant volledig in dienst te stellen van de arbeidersbeweging, waardoor hij zijn bestuursfuncties in de industriële wereld moest opzeggen.
In 1887 woonde Bufquin in Brussel het stichtingscongres van de Progressistische Partij bij en in augustus 1888 was hij medestichter van het progressief-liberale weekblad L'Opinion Progressiste, dat maatschappelijke hervormingen wilde afdwingen. In februari 1890 werd hij tevens voorzitter van arbeidersorganisatie Chevalerie du travail américaine, naar het voorbeeld van de Amerikaanse Noble Order of the knights of labor. De Chevalerie du travail, een vakbeweging van glasblazers, ijverde voor een verbond tussen arbeiders en burgerij, gestoeld op de principes van universele broederschap en solidariteit, en stond open voor de ambachtelijke kleinburgerij en kleine industriëlen. Daarnaast streefde de organisatie naar het behoud van het evenwicht tussen arbeid en kapitaal waarbij ieder zijn eigen onafhankelijkheid kon veroveren, maar was het omverwerpen van het kapitalisme niet het doel. De Chevalerie du Travail ging in 1904 een fusie aan met de socialistische federatie van mijnwerkers.
In aanloop naar de wetgevende verkiezingen van juni 1890 zetten de Chevalerie du travail en progressieve liberalen in Charleroi een Union Libérale Démocratique (ULD) op. Deze beweging wilde de Liberale Associatie van het arrondissement Charleroi ertoe aanzetten om een vertegenwoordiger van de ULD, in casu Jean Caeluwaert, als kandidaat te verkiezen. De Liberale Associatie weigerde het voorstel zelfs maar in overweging te nemen. De progressieve liberalen weigerden vervolgens om een afzonderlijke kandidatuur van Caeluwaert te steunen, waarop de ULD uiteenviel. Een ontgoochelde Bufquin brak bijgevolg met het liberalisme en schreef een programma waarmee Jean Caeluwaert als onafhankelijke socialist naar de verkiezingen trok. Dit programma was gebaseerd op eenvoudige principes als vrede, sociale orde, rechtvaardigheid voor iedereen en een verbond tussen arbeiders en burgerij. Caeluwaert raakte niet verkozen, maar in de jaren daarna bleef Bufquin toenadering zoeken tot de socialistische Belgische Werkliedenpartij.
Na de invoering van het algemeen meervoudig stemrecht probeerden progressieve liberalen de Liberale Associatie van Charleroi ertoe te overhalen om het algemeen enkelvoudig stemrecht te ondersteunen. Nadat dit mislukte, werd in mei 1893 de Fédération Démocratique de Charleroi opgericht, een verbond van progressieve liberalen en socialisten dat democratische hervormingen wilde afdwingen. Bufquin maakte deel uit van het bestuurscomité van deze federatie, was covoorzitter van de afdeling in Mont-sur-Marchienne en stond in voor de verspreiding van propaganda en publicaties. De Fédération, waar figuren als Jules Destrée en Jean Caeluwaert betrokken waren, ging ter gelegenheid van de wetgevende verkiezingen van oktober 1894 samenwerken met de BWP, hetgeen uiteindelijk resulteerde in een fusie. Met de steun van de Journal de Charleroi behaalde de socialistische lijst in het arrondissement Charleroi bij de verkiezingen van oktober 1894 de meerderheid van de stemmen en raakten Jules Destrée, Jean Caeluwaert en zes anderen verkozen als Kamerlid. Bufquin des Essarts zelf werd met de steun van de liberalen in november 1894 verkozen tot socialistisch provinciaal senator voor Henegouwen.
Bufquin des Essarts zetelde slechts enkele maanden in de Senaat; in maart 1895 nam hij reeds ontslag omdat zijn functie van senator moeilijk te combineren viel met zijn andere drukke bezigheden. In de jaren 1890 was hij tevens oprichter van de mutualiteiten L'Égalité (1892) en La Prévoyance sociale (1898) en van de coöperatieve brouwerij Le Travail. Daarnaast was hij voorzitter van het syndicaat voor socialistische journalisten, dat in 1911 opging in de Syndikale Kommissie van de BWP.
In 1908 werd Bufquin verkozen tot gemeenteraadslid van Mont-sur-Marchienne, waar hij van 1912 tot 1914 eerste schepen en dienstdoend burgemeester was. Na de Duitse bezetting van België tijdens de Eerste Wereldoorlog vluchtte Bufquin naar Frankrijk, waar hij enkele maanden later, in september 1914, overleed.
In Mont-sur-Marchienne is er een Place Jules des Essarts. Van 1925 tot 1940 was er eveneens een Bibliothèque Jules des Essarts in het Palais du Peuple in Charleroi.

## Publicaties
- L'organisation ouvrière, Charleroi, 1887
- Le socialisme clérical, Charleroi, 1887
- Suffrage universel et commerçants, Charleroi, 1890
- L'encyclique et le Congrès de Malines, Charleroi, 1891
- Enterrements civils et enterrements religieux, Charleroi, 1893
- Le cathéchisme de l'électeur, Charleroi, 1893
- Le rationalisme et le cléricalisme devant la question sociale, Charleroi, 1893
- Une révolution pacifique. La révolution de 1886, Bruxelles, 1895
- La religion et la loi scolaire, Brussel, 1895
- L'enseignement de la religion. Le socialisme rationnel ou précis de l'Economie sociale d'Agathon de Potter, d'après le collectivisme de Colins, Brussel, 1897